# Carl Ludwig Paulmann
Carl Ludwig Paulmann (* 23. März 1789 in Hannover; † 12. März 1832 ebenda) war ein deutscher Theaterschauspieler und Opernsänger (Tenor).

## Leben
Er ging frühzeitig zum Theater und debütierte bei Direktor Tomola im Bergischen. Schon an dieser kleinen Bühne fiel seine Darstellungskunst auf, es wurde ihm eine große Zukunft prognostiziert. Da er auch eine prächtige Stimme hatte, versuchte er sich, neben seinem Fach als Charakterdarsteller in Tenorpartien, doch während er als Sänger einen nur unbedeutenden Rang einnahm, wurden seine Erfolge als Schauspieler geradezu als bedeutend, mustergültig bezeichnet. Er wendete sich daher auch sehr bald wieder der Charakterdarstellung zu und nur ausnahmsweise erschien er in der Oper.
Im weiteren Verlauf seiner Karriere wirkte er in Königsberg und Danzig, von dort aus unternahm er eine längere Gastspielreise nach Russland. 1822 kehrte er nach Deutschland zurück und trat zuerst in den Verband des Kasseler und hierauf in den Verband des Hannoveraner Hoftheaters. Hier wirkte er bis zu seinem Tode, er starb plötzlich vom Schlag getroffen während einer Probe.
Er heiratete 1815 die Sängerin Philippine Bessel (1776–1820), eine Tochter des Schauspielers Johann Friedrich Bessel (1755–1833) aus Berlin, die ihm ein Vermögen zubrachte. Nach dem Tod seiner ersten Frau heiratete er 1822 in Riga Margaretha Elisabeth Werther die geschiedene Frau des Schauspielers Karl Eduard Pauli. Seine Söhne waren die Schauspieler August Paulmann (1827–1885) und Julius Paulmann, der mit Hulda Emilie Klotz verheiratet war. Deren Kinder waren Leontine Paulmann und Therese Paulmann.